# Unicode
Unicode  (slovenjeno unikod) je standard za kodiranje znakov v računalništvu, ki glede na implementacijo za zapis znaka uporablja od enega do štiri zloge. To naj bi zadoščalo za zapis večine svetovnih jezikov, vključno z japonščino in kitajščino.
Unicode se ujema s standardom ISO 10646. Razvit je bil pod okriljem organizacije Unicode Consortium, ki je krovna organizacija, zadolžena za razvoj in koordinacijo danega standarda. V njej so prisotna tako rekoč vsa pomembnejša podjetja iz panoge računalniških in informacijskih tehnologij.